# Willy Kernen
Willy Kernen (La Chaux-de-Fonds, 6 luglio 1929 – 12 novembre 2009) è stato un calciatore svizzero, di ruolo difensore.

## Carriera
Con il La Chaux-de-Fonds vinse 2 campionati svizzeri (1954, 1955) e 6 Coppe nazionali (1948, 1951, 9154, 1955, 1957, 1961).

## Palmarès

### Club

#### Competizioni nazionali
- Campionato svizzero: 2

La Chaux-de-Fonds: 1953-1954, 1954-1955
- Coppa Svizzera: 6

La Chaux-de-Fonds: 1947-1948, 1950-1951, 1953-1954, 1954-1955, 1956-1957, 1960-1961